# Per favore non toccate le modelle
Per favore non toccate le modelle è un film commedia del 1960 diretto da Paul Martin.